# Бларр, Оскар Готлиб
Оскар Готлиб Бларр (нем. Oskar Gottlieb Blarr; род. 6 мая 1934, близ Бартенштайна, Восточная Пруссия) — немецкий композитор и органист.
Ученик Бернда Алоиса Циммермана. В 1961—1999 гг. кантор церкви Неандеркирхе в Дюссельдорфе. Одновременно преподавал в Дюссельдорфской Высшей школе музыки.
Автор многочисленных произведений церковной музыки, в том числе ораторий «Страсти Иисуса» (1985), «Рождественской оратории» (1988—1991), «Танго и хоралы для Дитриха Бонхёффера» (нем. Tangos und Choräle für Dietrich Bonhoeffer; 2006). Вокальные сочинения Бларра стали одним из основных явлений особого течения в немецкой музыке 1960-х гг., получившего название «Новые духовные песни» (нем. Neue geistliche Lieder); одна из его песен, «Weil du Ja zu mir sagst», получила первую премию на втором музыкальном конкурсе Евангелической академии в Тутцинге. Кроме того, Бларру принадлежат две симфонии, из которых первая (1985) посвящена памяти Януша Корчака, и переложения для органа «Картинок с выставки» Модеста Мусоргского и сочинений Игоря Стравинского.